# Utilità scontata
In economia, l'utilità scontata rappresenta l'utilità (desiderabilità) di un evento futuro, come il consumo di una certa quantità di un bene, percepita nel presente anziché al momento della sua effettiva occorrenza. Viene calcolata come il valore attuale scontato dell'utilità futura e, per le persone con una preferenza per la gratificazione immediata, è inferiore all'utilità futura. L'utilità di un evento x che si verifica nel futuro al tempo t, utilizzando la funzione di utilità u, scontata al presente (tempo 0) utilizzando un fattore di sconto si traduce in italiano come "fattore di sconto" {\displaystyle \beta :}
{\displaystyle \beta ^{t}u(x_{t}).}
Poiché gli eventi più lontani sono meno apprezzati, {\displaystyle 0<\beta <1.}
I calcoli dell'utilità scontata effettuati per eventi in vari punti nel futuro, nonché nel presente, assumono la seguente forma: 
{\displaystyle \sum _{t=0}^{T}\beta ^{t}u(x_{t}),}
{\displaystyle u(x_{t})} rappresenta l'utilità di una determinata scelta 𝑥 al tempo 𝑡 e T è il momento dell'evento di soddisfazione futura più lontano. In questa situazione, poiché vengono effettuati confronti di utilità nel tempo quando le utilità vengono combinate in una singola valutazione, la funzione di utilità è necessariamente di natura cardinale.
In un tipico modello di consumo intertemporale, la somma delle utilità scontate dai vari tempi futuri sopra menzionati sarebbe massimizzata rispetto alle quantità 𝑥𝑡 consumate in ciascun periodo, soggette a un vincolo di bilancio intertemporale che stabilisce che il valore attuale delle spese presenti e future non superi il valore attuale delle risorse finanziarie disponibili per la spesa.
L'interpretazione di 𝛽 non è semplice. A volte viene spiegato come il grado di pazienza di una persona. Data l'interpretazione degli agenti economici come razionali, ciò esenta i valori temporali dai giudizi di razionalità, in modo che una persona che spende e prende in prestito in modo vorace sia considerata altrettanto razionale di una persona che spende e risparmia in modo moderato, o di una persona che accumula ricchezza senza mai spenderla: le diverse persone hanno diverse preferenze temporali.
Alcune formulazioni trattano 𝛽 non come una costante, ma come una funzione 𝛽(𝑡) che varia nel tempo, ad esempio nei modelli che utilizzano il concetto di sconto iperbolico. Questa prospettiva è coerente con le osservazioni empiriche secondo cui gli esseri umani mostrano preferenze temporali inconsistenti. Ad esempio, gli esperimenti condotti da Tversky e Kahneman hanno mostrato che le stesse persone che sceglierebbero di avere una barretta di cioccolato oggi piuttosto che due barrette domani, sceglierebbero di avere due barrette 101 giorni dopo piuttosto che una barretta 100 giorni dopo. (Ciò è incoerente perché se la stessa domanda fosse posta 100 giorni dopo, la persona presumibilmente sceglierebbe di nuovo di avere una barretta di cioccolato immediatamente invece di avere due barrette il giorno successivo.)
Nonostante le discussioni sull'interpretazione di 𝛽, l'idea di base è che, a parità di altre condizioni, l'agente preferisce avere qualcosa ora piuttosto che in futuro (quindi 𝛽 < 1).
Questo concetto riflette la tendenza umana a dare maggiore valore all'utilità immediata rispetto all'utilità futura. È basato sulla premessa che il piacere, la soddisfazione o l'utilità derivati dal possesso o dal consumo di un bene o servizio siano generalmente maggiori se ottenuti o realizzati immediatamente piuttosto che in un momento successivo. Questa preferenza per la gratificazione immediata è spesso chiamata "preferenza per il presente" o "bias temporale".